# Ford C-Max
La Ford C-Max est un monospace compact du constructeur automobile américain Ford produit en deux générations entre 2003 et 2019 et principalement destiné au marché européen.

## Première génération (2003)
Le Ford Focus C-Max est préfiguré par le show car éponyme, dessiné par Daniel Paulin et présenté à l'occasion de Mondial de l'automobile de Paris 2002,.
Présenté au salon international de l'automobile de Genève en mars 2003 et vendu à partir de septembre de la même année (un an avant la sortie de la Focus II), le Ford Focus C-Max est la première voiture à utiliser la plate-forme C1, commune au groupe Ford, également utilisée par la suite par la berline compacte Ford Focus II et le monospace compact Mazda5 I/Premacy II. Son nom de code interne est C214.
Il peut accueillir cinq passagers et dispose d'un grand espace de chargement, qui peut être augmenté en rabattant à plat les sièges arrière. Les sièges arrière des extrémités peuvent coulisser en diagonale sur certains modèles. Il partage également la suspension arrière indépendante de la lame de commande de la Focus.

### Motorisations
Les moteurs quatre cylindres disponibles sont les mêmes que ceux de la Focus.
- Duratec de 1,6 L : le moteur de base du C-Max, le Duratec Ti-VCT de 1,6 L était également disponible.
- Duratec HE de 1,8 L et 2,0 L : le reste des moteurs essence disponibles
- Duratorq de 1,6 L et 2,0 L de Ford/PSA : les diesels étaient disponibles avec le moteur Endura de 1,8 L de Ford, mis à niveau et nommé Duratorq

| Modèle/moteur           | Cylindrée | Cylindres/soupapes | Puissance maximale             | Couple maximal             |
| ----------------------- | --------- | ------------------ | ------------------------------ | -------------------------- |
| Duratec de 1,6 L        | 1 596 cm3 | 4/16               | 101 ch (75 kW) à 6 000 tr/min  | 146 N m à 4 000 tr/min     |
| Duratec Ti-VCT de 1,6 L | 1 596 cm3 | 4/16               | 117 ch (86 kW) à 6 000 tr/min  | 155 N m à 4 150 tr/min     |
| Duratec HE de 1,8 L     | 1 798 cm3 | 4/16               | 127 ch (93 kW) à 6 000 tr/min  | 165 N m à 4 000 tr/min     |
| Duratec HE de 2,0 L     | 1 999 cm3 | 4/16               | 147 ch (108 kW) à 6 000 tr/min | 185 N m à 4 500 tr/min     |
| Duratorq de 1,6 L       | 1 560 cm3 | 4/16               | 91 ch (67 kW) à 4 000 tr/min   | 215 N m à 1 750 tr/min     |
| Duratorq de 1,6 L       | 1 560 cm3 | 4/16               | 111 ch (81 kW) à 4 000 tr/min  | 240–260 N m à 1 750 tr/min |
| Duratorq de 1,8 L       | 1 753 cm3 | 4/16               | 117 ch (86 kW) à 3 700 tr/min  | 280–300 N m à 1 900 tr/min |
| Duratorq de 2,0 L       | 1 997 cm3 | 4/16               | 138 ch (101 kW) à 4 000 tr/min | 320–340 N m à 2 000 tr/min |

*Overboost
Les transmissions associées aux moteurs sont les transmissions manuelles IB5 de Ford (Duratec de 1,6 L/1,8 L), Durashift de Ford (Duratorq de 2,0 L) et MTX-75 (Duratec de 2,0 L/Duratorq de 1,6 L-1,8 L) et la transmission automatique Powershift de Ford à double embrayage disponible avec le Duratorq de 2,0 L. La transmission 4F27E s'accouplait avec le moteur Duratec de 2,0 L. Une transmission automatique à variation continue était également disponible.

### Finitions
Lors de son lancement en 2003, le Focus C-max a été décliné en trois finitions :
- Ambiente (modèle d'entrée de gamme)
- Trend (modèle de milieu de gamme)
- Ghia (modèle haut de gamme)

Phase 2
Lors de son restylage en 2007, il est de nouveau décliné en trois niveaux de finition :
- Trend (correspond à la finition Trend d'avant le restylage)
- Ghia (correspond à la finition Ghia d'avant le restylage)
- Titanium (finition Ghia + inserts en aluminium, jantes alliage 17 pouces et vitrage intégral teinté bleu)

### Restylage
En décembre 2006, la version rénovée du C-Max a été révélée au Salon de l'automobile de Bologne 2006 et mise en vente à la fin du printemps 2007. Au départ, le C-Max a été nommé Focus C-Max car il partage de nombreuses pièces avec la Focus. En mars 2007, le Focus C-Max a été restylé et devint "C-Max" (le "Focus" ayant été supprimé pour que son nom se rapproche de celui de son grand frère le S-Max et afin de le détacher de ses origines communes avec la berline du constructeur), à la manière du Renault Mégane Scénic devenu Renault Scénic pour s'émanciper de la Renault Mégane.
Le lifting a mis la voiture en conformité avec le langage de design "Kinetic Design" de Ford, comme en témoigne sa double calandre trapézoïdale, ses grands passages de roues et ses phares angulaires. Cependant, comme la voiture n'est pas dessinée à l'origine pour le «Kinetic Design», Ford déclare officiellement que la voiture ne contient que des «éléments» de ce langage de conception.

## Galerie

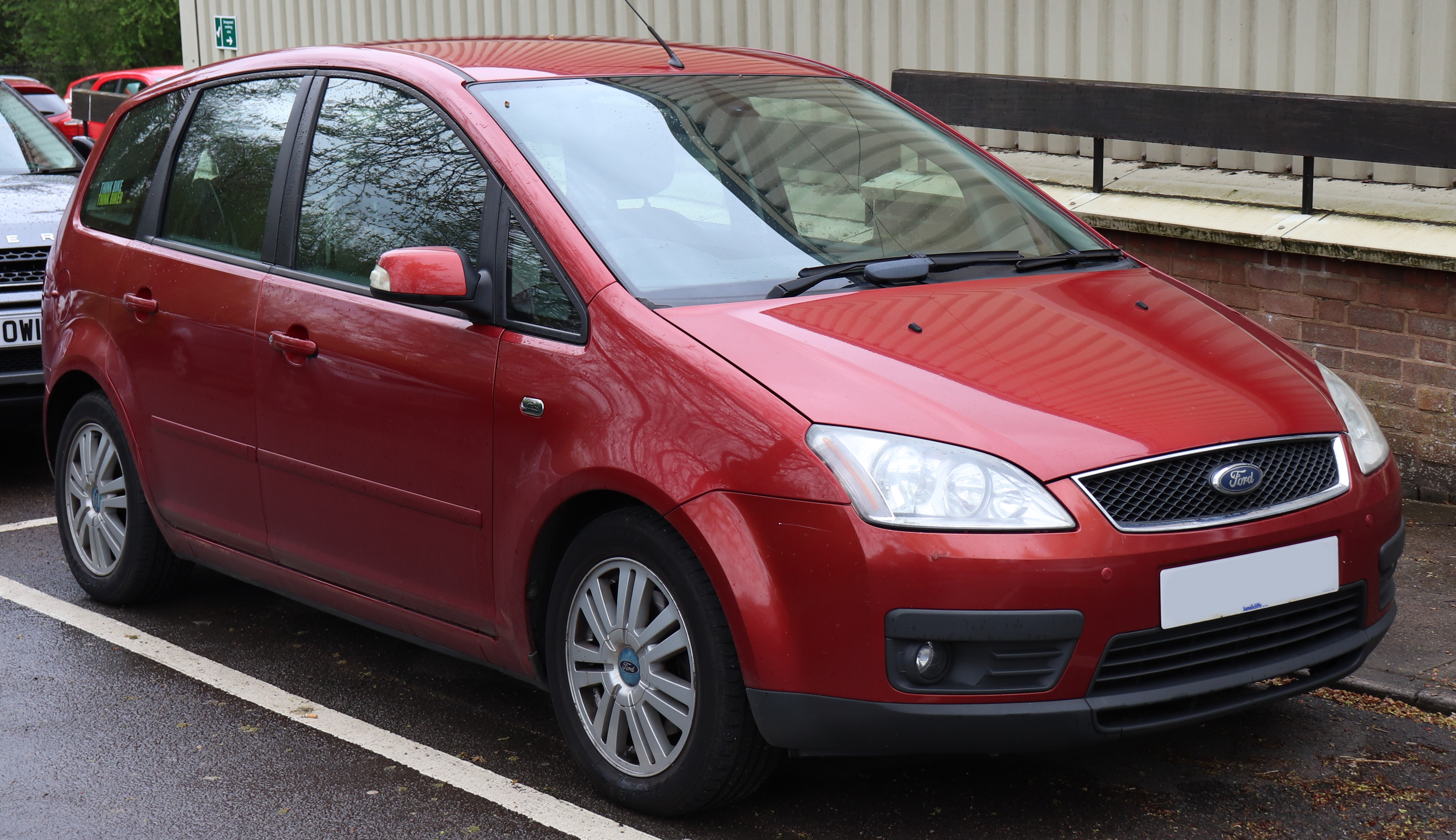
Ford Focus C-Max (phase 1)
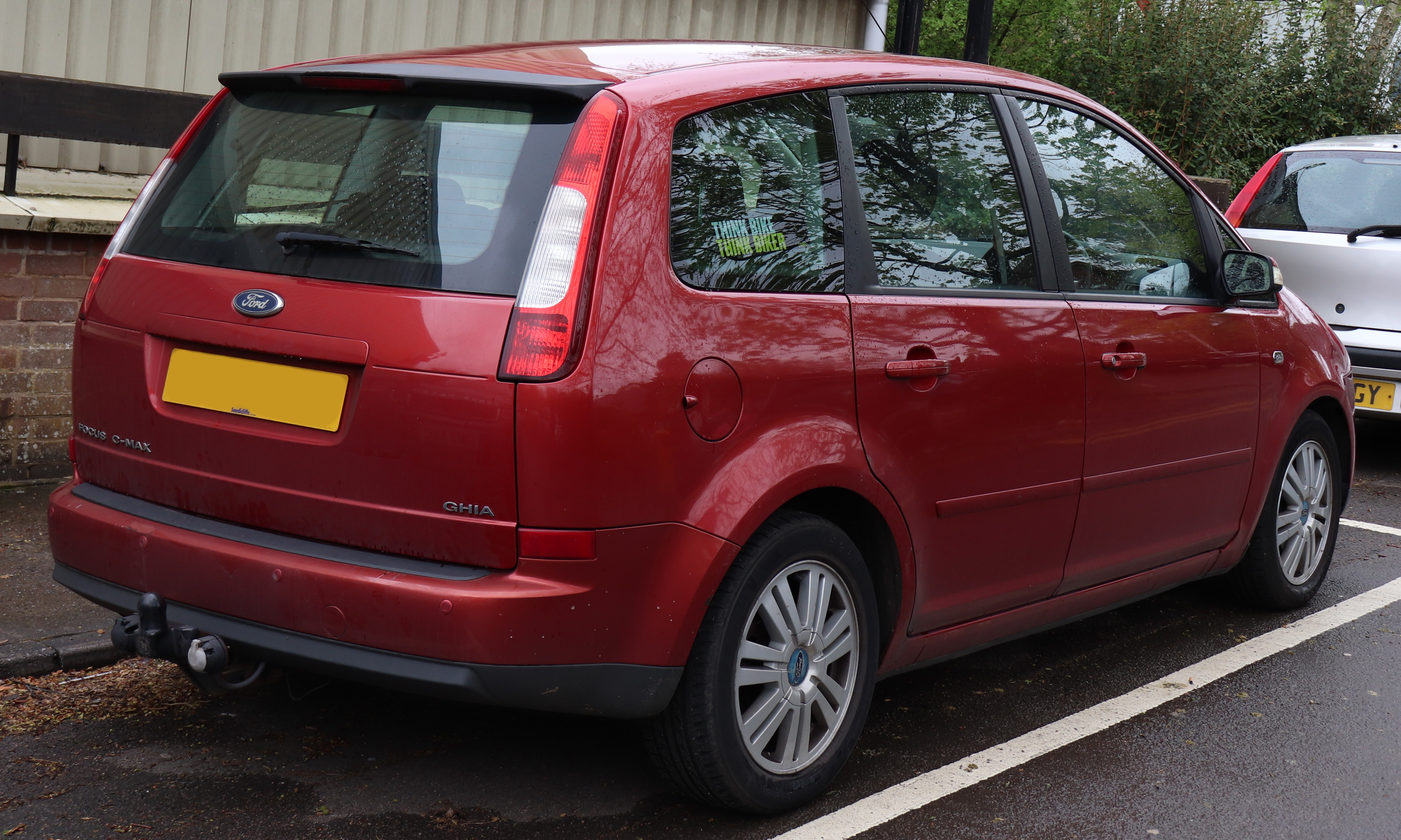
Ford Focus C-Max (phase 1)
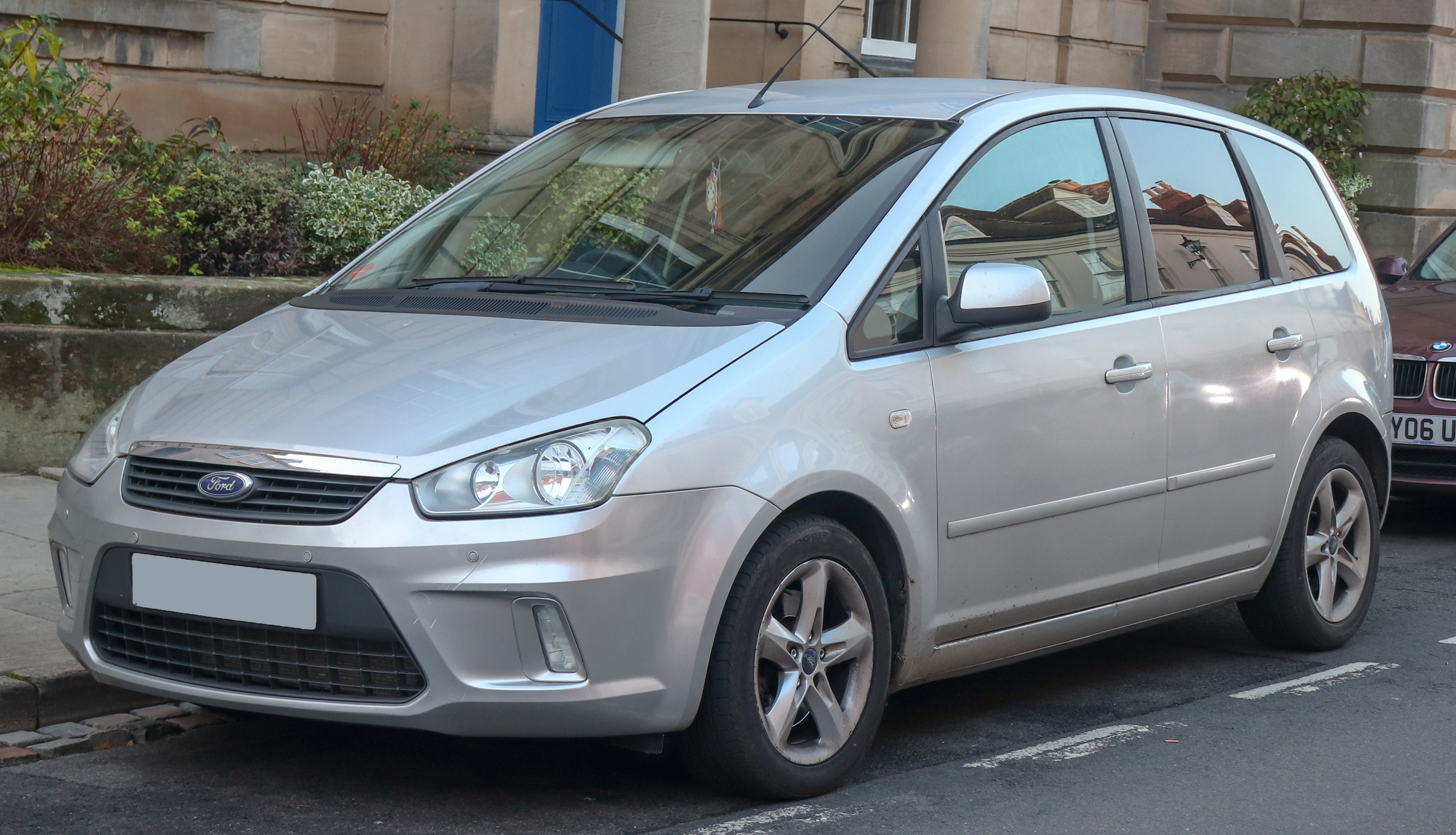
Ford C-Max I (phase 2)
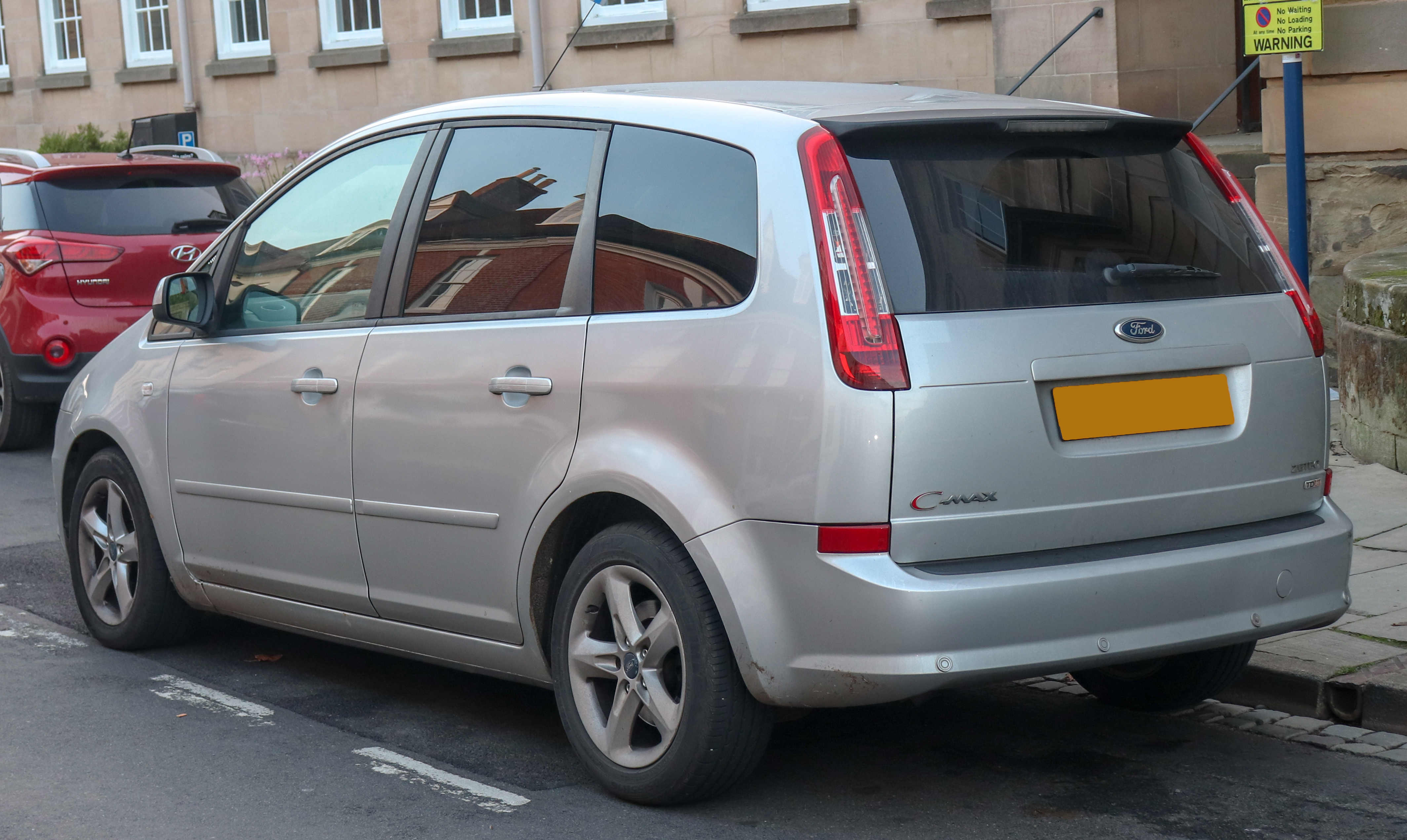
Ford C-Max I (phase 2)

## Deuxième génération (2011)

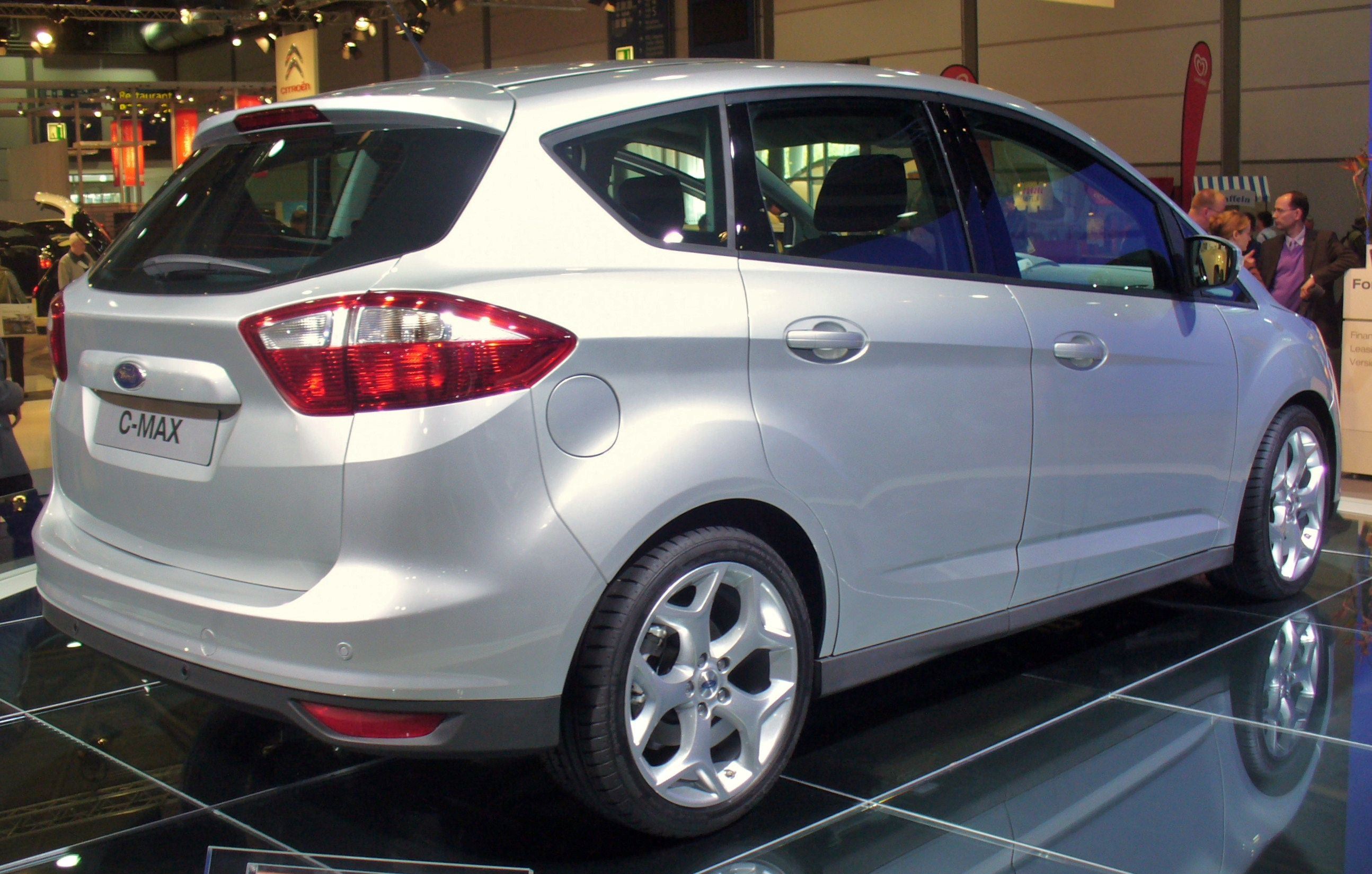
L'arrière du Ford C-Max II.

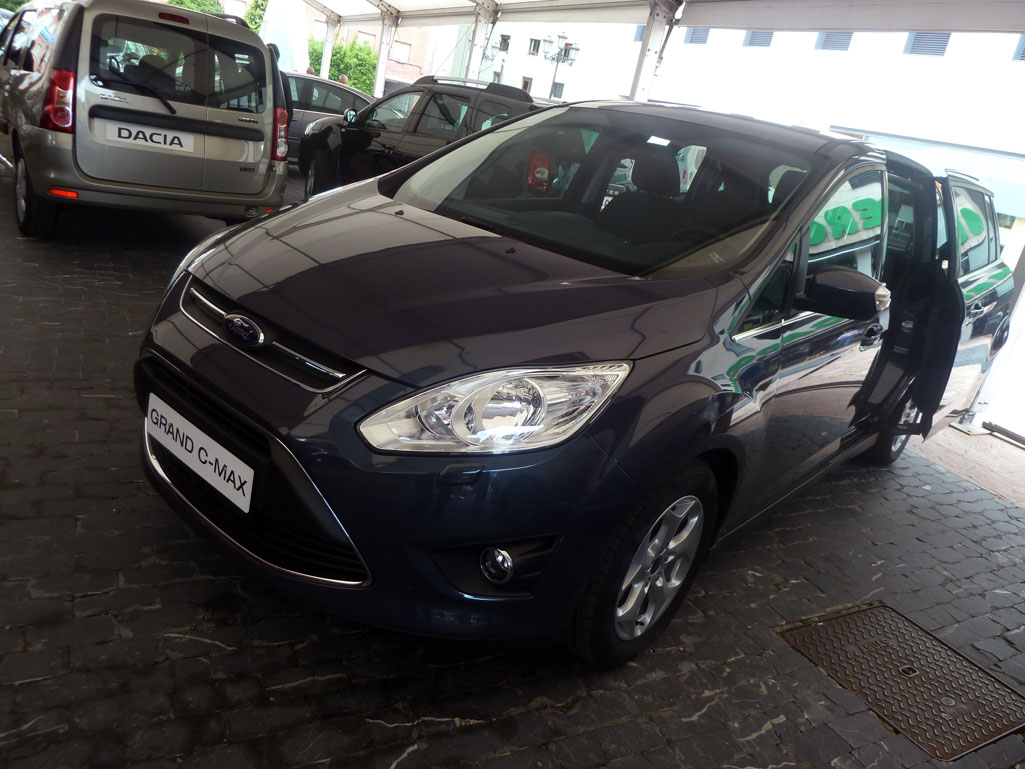
Ford Grand C-Max Phase 1

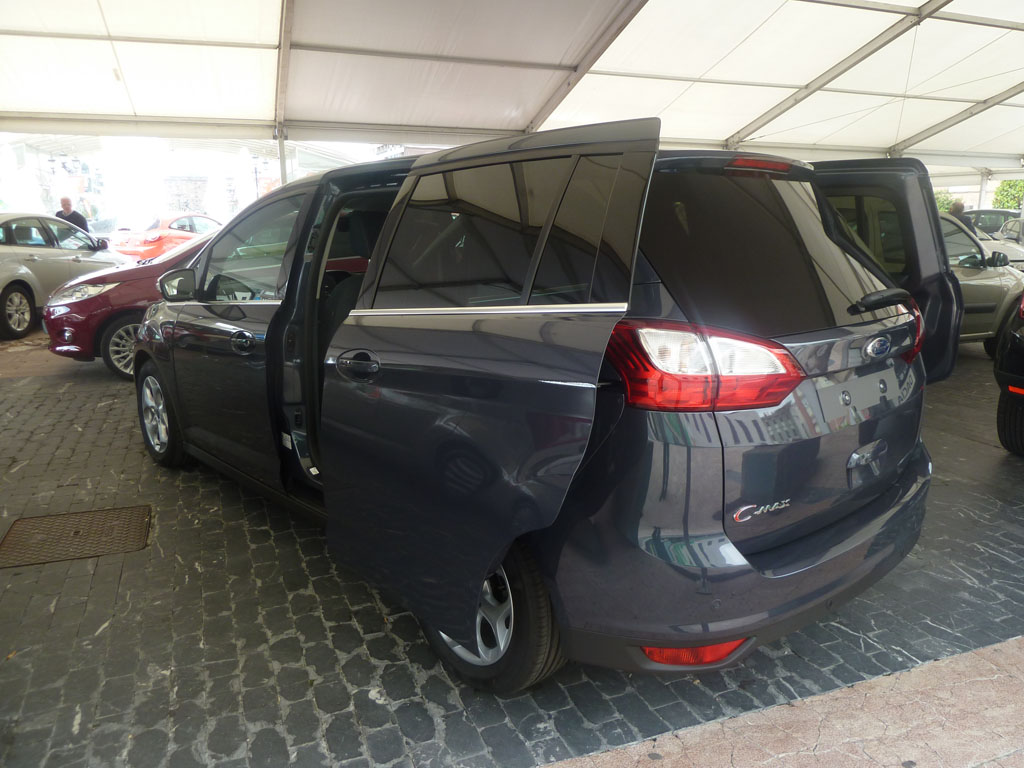
Ford Grand C-Max Phase 1

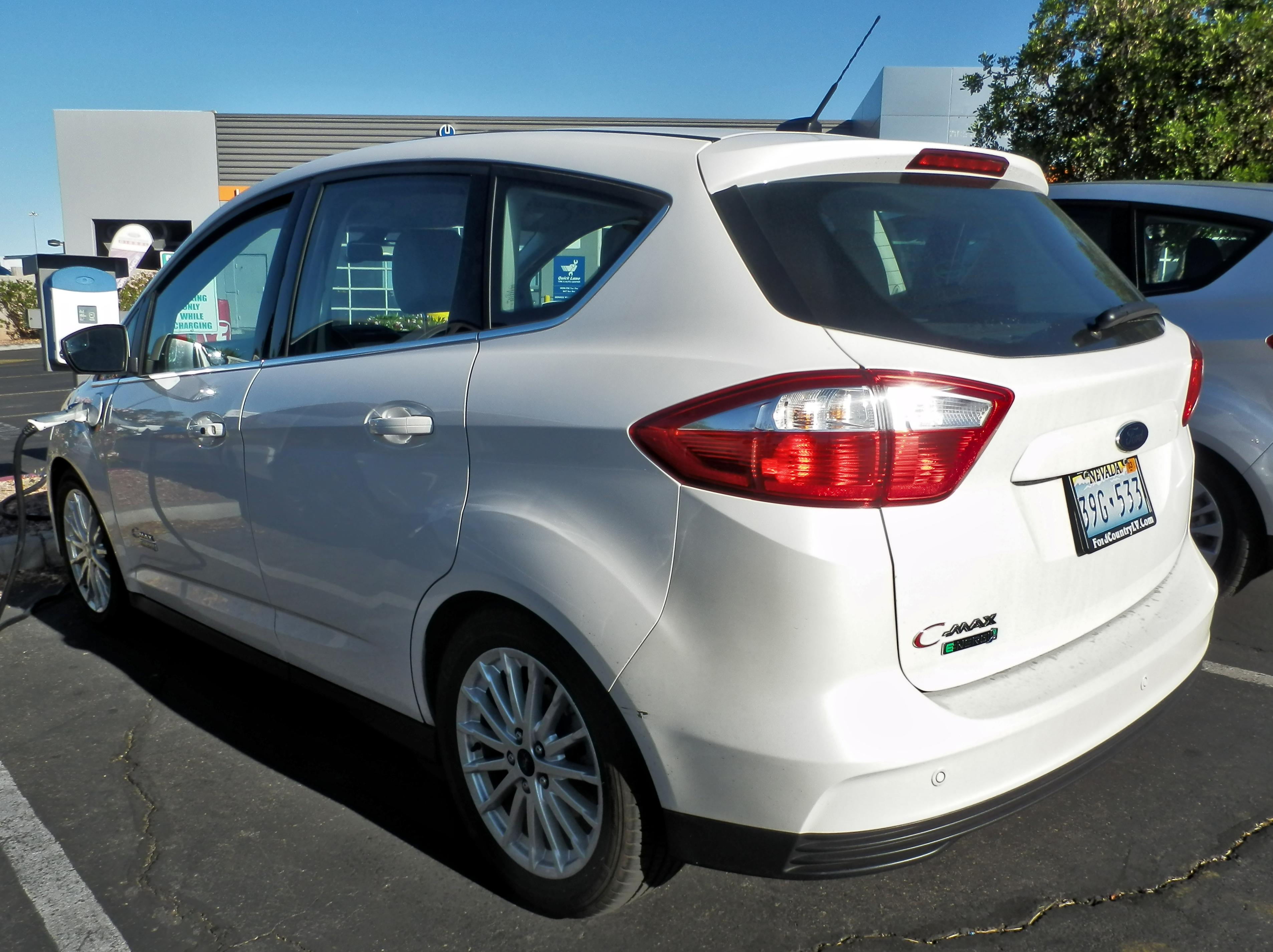
Ford C-Max Energi

Parallèlement à la Ford Focus de troisième génération, le C-Max de deuxième génération (C344) est construit sur la nouvelle plateforme technique C globale de Ford. Elle reprend la base technique de la future Ford Focus Mk III. L'apparence s'inspire du concept Iosis Max, présenté au Salon de l'automobile de Genève 2009. Contrairement à son prédécesseur, le C-Max propose une version allongée et pourvue de sept places appelée Ford Grand C-Max.
La seconde génération a été présentée au salon de Francfort en septembre 2009. Elle est finalement commercialisée en septembre 2010, les modèles européens comprennent des modèles 5 places et 7 places (sauf en Russie, où il n'y a que le modèle 7 places). Au Salon international de l'auto de l'Amérique du Nord 2011, Ford a annoncé un C-Max 7 places pour le marché nord-américain. Cependant, ce modèle a été annulé avant le lancement.
Ford a dévoilé le Ford C-Max Energi hybride rechargeable et le C-Max Hybrid au Salon international de l'auto de l'Amérique du Nord 2011. Comme le C-Max conventionnel, le C-Max Energi et l'Hybrid ont seulement cinq places. Ils remplacent le Ford Escape Hybrid et le Mercury Mariner Hybrid depuis que Ford a abandonné la marque Mercury après l'année modèle 2011 et l'Escape Hybrid après le modèle de 2012. Le C-Max est la première gamme de véhicules uniquement hybrides de Ford. Les conceptions des versions plug-in et hybride sont basées sur les versions essence et diesel des modèles européens.
Les Etats-Unis avaient droit à une version hybride et une hybride rechargeable. Aux États-Unis, le C-Max Hybrid est sorti en septembre 2012 en tant qu'année modèle 2013, suivi de la sortie de la version Energi hybride rechargeable à la mi-octobre 2012.
Aux États-Unis, la production du C-Max Energi a pris fin en septembre 2017, tandis que la production de l'Hybrid a pris fin en 2018.

### Caractéristiques
La nouvelle plateforme Mk III est la première de sa catégorie à prendre en charge le contrôle vectoriel du couple (CVC).
Sur le pare-chocs avant, le design a amélioré la forme d'un trapèze isocèle à diagonales égales pour une meilleure prise d'air. Le C-Max redessiné est doté de sièges de troisième rangée rabattables à plat, un hayon électrique mains libres, caméra de vision arrière, aide au stationnement et toit ouvrant panoramique. Radio HD, Sirius XM, Sync, système de climatisation à deux zones et le système de navigation est livré de série ou en option sur les différentes gammes de finition.
L'aérodynamisme (coefficient de traînée, cx) de la voiture a été amélioré, étant de 0,30 pour le 5 places et de 0,32 pour le Grand C-Max.

### Motorisations
Comme pour le précédent C-Max, le nouveau C-Max est également livré avec une gamme de moteurs essence et diesel quatre cylindres qui sont partagés avec la Focus. Le Diesel Duratorq 2.0 TDCi pour 115 ch avec 16 soupapes n'est plus commercialisé.
- EcoBoost de 1,0 L : est disponible en deux états de réglage, 100 ch et 125 ch, aux côtés des versions de 1,6 L.
- Duratec Ti-VCT de 1,6 L : est disponible en trois spécifications, 85 ch, 105 ch (78 kW) et 125 ch
- EcoBoost de 1,6 L : est livré avec une variante de 150 ch (112 kW) ou de 182 ch (136 kW), identique à celui de la Focus
- Duratorq TDCi de 1,6 L/2,0 L : les moteurs diesels fabriqués par Ford/PSA sont mis à niveau, le moteur Endura de Ford de 1,8 L n'est plus disponible. Ils viennent respectivement en versions de 110 ch et 140 ch pour les moteurs de 1,6 L et 2,0 L.

| Modèle/moteur           | Cylindrée | Cylindres/soupapes | Puissance maximale             | Couple maximal                   |
| ----------------------- | --------- | ------------------ | ------------------------------ | -------------------------------- |
| EcoBoost de 1,0 L       | 999 cm3   | 3/12               | 101 ch (75 kW)                 |                                  |
| EcoBoost de 1,0 L       | 999 cm3   | 3/12               | 127 ch (93 kW)                 |                                  |
| Duratec Ti-VCT de 1,6 L | 1 596 cm3 | 4/16               | 86 ch (63 kW)                  |                                  |
| Duratec Ti-VCT de 1,6 L | 1 596 cm3 | 4/16               | 106 ch (78 kW) à 6 000 tr/min  | 150 N m à 4 000–4 500 tr/min     |
| Duratec Ti-VCT de 1,6 L | 1 596 cm3 | 4/16               | 127 ch (93 kW) à 6 000 tr/min  | 159 N m à 4 000 tr/min           |
| EcoBoost de 1,6 L       | 1 596 cm3 | 4/16               | 152 ch (112 kW) à 5 700 tr/min | 240–270 N m à 1 600–4 000 tr/min |
| EcoBoost de 1,6 L       | 1 596 cm3 | 4/16               | 185 ch (136 kW) à 5 700 tr/min | 240–270 N m à 1 600–5 000 tr/min |
| Duratorq de 1,6 L       | 1 560 cm3 | 4/8                | 96 ch (71 kW) à 3 600 tr/min   | 230 N m à 1 500–2 000 tr/min     |
| Duratorq de 1,6 L       | 1 560 cm3 | 4/8                | 117 ch (86 kW) à 3 600 tr/min  | 270–285 N m à 1 750–2 000 tr/min |
| Duratorq de 2,0 L       | 1 997 cm3 | 4/16               | 117 ch (86 kW) à 3 750 tr/min  | 300 N m à 1 500–2 250 tr/min     |
| Duratorq de 2,0 L       | 1 997 cm3 | 4/16               | 142 ch (104 kW) à 3 750 tr/min | 320 N m à 1 750–2 750 tr/min     |
| Duratorq de 2,0 L       | 1 997 cm3 | 4/16               | 165 ch (122 kW) à 3 750 tr/min | 340 N m à 2 000–3 250 tr/min     |

*Overboost
Les transmissions associées aux moteurs sont les transmissions manuelles IB5 de Ford (Duratec Ti-VCT de 1,6 L), B6 (EcoBoost de 1,6 L/Duratorq de 1,6 L), Durashift MMT6 (Duratorq de 2,0 L) et la transmission automatique Powershift de Ford à double embrayage disponible avec le moteur Duratorq de 2,0 L.
Le Ford C-MAX a été rénové en 2015 et l'EcoBoost de 1,6 L est passé de l'EcoBoost 1,6 L de 125 ch (92 kW) à l'EcoBoost 1,0 L de 125 ch (92 kW) et le Duratorq TDCi 1,6 L de 115 ch (85 kW) devenant l'unité Duratorq TDCi à came en tête unique 1,5 L de 120 ch (88 kW).
En 2019, 2 moteurs essence (100 et 125 ch) étaient commercialisés, épaulés par 3 diesels de 95, 120 et 150 ch.

### Phase 2 (2015)
En mars 2015, le C-Max et le Grand C-Max sont restylés. Ils sont présentés au Salon international de l'automobile de Genève 2015. Ils adoptent une nouvelle calandre façon Aston Martin, des projecteurs avant redessinés intégrant des feux diurnes à leds, une insonorisation plus soignée (vitrages latéraux plus épais), une ergonomie revue. À l'arrière, les feux sont modifiés.
2 finitions sont disponibles.
- Le 1.6 TDCi est remplacé par le 1.5 TDCI et proposé en 95, 105 et 120 ch.
- Le 2L TDCI est proposé en 150 ch boite manuelle ou powershift et 170 ch boite powershift.
- Les 1.0 EcoBoost de 100 et 125 ch sont maintenus.
- Le 1.5 150 et 182 ch fait son apparition.

### Hybride
Ford a développé le C-Max hybride dans le but de devenir «le véhicule utilitaire hybride le plus abordable d'Amérique». Le prix de base du modèle hybride essence-électricité commence à 24 995 $ US, destination et livraison comprises,.

#### Caractéristiques
L'hybride à traction avant est doté d'un moteur quatre cylindres de 2,0 litres couplé à un moteur électrique à cycle Atkinson et à une batterie lithium-ion de 1,4 kWh pour une puissance totale de 188 ch (140 kW). La vitesse maximale en mode tout électrique est de 105 km/h et la vitesse maximale de la voiture en mode hybride est de 185 km/h,,.
L'hybride a un volume de chargement maximal de 1 490 dm3 avec les sièges arrière rabattus à plat et une zone de chargement de 690 dm3 derrière les sièges arrière, offrant plus d'espace que la Prius ordinaire, mais moins d'espace de chargement que le Prius v, qui fournit 1 910 dm3 avec les sièges arrière rabattus,.
L'Hybrid est proposé en deux versions:
- SE : comporte des surfaces d'assise en tissu respectueuses de l'environnement, système Ford SYNC avec chaîne stéréo A-M/F-M avec lecteur CD à disque unique/MP3, prises USB et entrées auxiliaires, six haut-parleurs, un groupe de jauges multi-informations et un écran couleur, entrée sans clé, jantes alliage et banquette arrière rabattable divisée, plus une alarme de sécurité.
- SEL ajoute : surfaces des sièges en cuir, MyFord Touch avec radio HD AM/FM, stéréo avec lecteur CD à disque unique/MP3, prise USB et prise d'entrée auxiliaire, un système de son surround haut de gamme de Sony, radio satellite SIRIUS, deux sièges avant à commande électrique, accès sans clé, système de démarrage par bouton-poussoir et autres caractéristiques de luxe. Pour l'année modèle 2017, le niveau de finition SEL des C-Max Hybrid et Energi sera renommé le niveau de finition Titanium et tous les Ford C-Max Hybrid et Energi hybride rechargeable de 2017 devraient avoir des phares et des feux arrière redessinés.

L'Energi hybride rechargeable n'est disponible qu'en version SEL. Mais pour l'année modèle 2017, le C-Max Energi est également disponible en version SE.

#### Cotes de l'EPA
La conception de Ford visait à ce que le C-Max Hybrid offre une meilleure économie de carburant que le Toyota Prius v. Ford avait réduit la consommation de carburant estimée du C-Max Hybrid à deux reprises, une fois en 2013 et à nouveau en 2014, la deuxième révision plaçant l'économie de carburant en dessous de celle du Prius V. L'EPA (Environmental Protection Agency) des États-Unis a initialement évalué le modèle hybride à 5,0 litres aux 100 km avec la même cote pour les cycles en ville, sur autoroute et avec les deux combinés. Ces cotes ont permis au C-Max Hybrid d'améliorer sa consommation de carburant de 0,3 L/100 km sur le cycle urbain, de 0,9 L sur le cycle autoroutier et de 0,6 L/100 km avec les deux combiné par rapport au Toyota Prius v. Cependant, en août 2013, après des critiques et des poursuites judiciaires concernant une économie de carburant pire que prévu dans des conditions réelles, Ford a volontairement abaissé les cotes de l'EPA et accordé des rabais aux clients. Les cotes de consommation révisées ont été réduites à 5,2 litres aux 100 km pour la conduite en ville, 5,9 litres aux 100 km pour la conduite sur autoroute et 5,5 litres aux 100 km avec les deux combinés. Les cotes du Toyota Prius v sont toujours meilleures que les cotes révisées de 5,6 litres aux 100 km combinée du C-Max Hybrid mis à jour en 2013. Une deuxième révision à la baisse a été effectuée en juin 2014.
Ford a amélioré la consommation de carburant sur route de ses hybrides de l'année modèle 2013 en modifiant le logiciel de contrôle du véhicule des voitures dans le but d'améliorer la satisfaction de la clientèle. La mise à niveau était offerte gratuitement aux propriétaires ayant déjà l'un des modèles hybrides. Certains des changements incluent:
- Augmentation de la vitesse maximale de 100 à 137 km/h en mode électrique pure, permettant une utilisation accrue du mode uniquement électrique sur l'autoroute
- Optimisation de l'utilisation des volets de calandre actifs pour réduire la traînée aérodynamique dans des conditions de conduite avec des températures plus élevées, ou par temps froid, pendant l'utilisation du climatiseur et lorsque la température du liquide de refroidissement du moteur est plus élevée
- Réduction de la vitesse du ventilateur électrique en fonction de la température du liquide de refroidissement pour minimiser la consommation d’énergie du ventilateur
- Raccourcissement du temps de chauffe du moteur jusqu'à 50% pour permettre une conduite uniquement électrique et un arrêt du moteur plus tôt aux arrêts après les démarrages à froid
- Optimisation du système de climatisation pour minimiser l'utilisation du compresseur de climatisation et réduire l'énergie utilisée en fonctionnement par temps froid.

#### Ventes
Un total de 969 unités ont été vendues en septembre 2012, permettant au C-Max Hybrid de se classer au neuvième rang des voitures hybrides les plus vendues aux États-Unis ce mois-là. En octobre, son premier mois complet sur le marché, 3 182 unités ont été vendues, dépassant le Prius v de plus de 400 unités, qui s'était classé quatrième hybride le plus vendu au cours des mois précédents. Les ventes du C-Max Hybrid ont également conduit Ford à réaliser son meilleur mois d'octobre de son histoire avec un total de 4 612 ventes, en hausse de 142% par rapport à octobre 2011. Ford a rapporté que 25% des ventes de C-Max Hybrid ont eu lieu en Californie, Los Angeles et San Francisco étant les marchés régionaux ou il est le plus vendu,. Un total de 10 935 C-Max Hybrid ont été vendus en 2012, et un total de 28 056 unités en 2013. Après que Ford a réduit la cote EPA pour la consommation de carburant de la voiture de 0,5 L/100 km à partir les 5,5 L/100 km de mi-2012, la voiture a connu ses trois pires mois de vente depuis ses débuts aux États-Unis. Depuis sa création, un total de 72 330 unités ont été vendues aux États-Unis jusqu'en décembre 2015,,,.

#### Controverses sur l'économie de carburant
En décembre 2012, Motor Trend a signalé que Consumer Reports et Green Car Reports ont constaté que le Ford C-Max Hybrid de 2013 et la Ford Fusion Hybrid de 2013, qui partagent le même groupe motopropulseur, ne livrent pas leurs cotes EPA de 5,0 litres aux 100 km en utilisation réelle,,. Après avoir soumis les deux véhicules à des tests en conditions réelles, le magazine Consumer Reports a constaté que le C-Max hybride avait une consommation de carburant moyenne de 6,4 litres aux 100 km en combiné, avec 6,7 litres aux 100 km en ville et 6,2 litres aux 100 km sur autoroute. Green Car Reports a révélé que le C-Max délivrait 6,4 litres aux 100 km sur 80 km de conduite mixte sur autoroute et en ville, et 5,9 litres aux 100 km sur 390 km principalement à vitesse d'autoroute.
Consumer Reports a conclu que l'économie de carburant globale pour le C-Max Hybrid est de 10 miles par gallons US, ce qui représente un écart d'environ 20%. Le magazine de consommation a déclaré que leurs résultats d'économie de carburant globaux sont généralement proches de l'estimation combinée de l'EPA et que parmi les modèles actuellement testés, plus de 80% se situent dans une marge de 2 miles par gallons US. Le plus grand écart que le magazine ait précédemment trouvé était de 7 et 6 miles par gallons US pour la Toyota Prius C et la Prius standard, respectivement,. Ford a répondu dans un communiqué, disant que "les clients des premiers C-MAX Hybrid et Fusion Hybrid font l'éloge des véhicules et rapportent une gamme de chiffres d'économie de carburant, y compris certains rapports inférieurs à 5,0 L aux 100 km. Cela renforce le fait que les styles de conduite, les conditions de conduite et d'autres facteurs peuvent faire varier le kilométrage",.
Quelques jours plus tard, l'EPA (Environmental Protection Agency) a déclaré qu'elle examinerait les allégations selon lesquelles les deux nouveaux véhicules hybrides ne Ford ne livraient pas les 5,0 L/100 km annoncés. Linc Wehrly, directeur de la division de la conformité du centre des véhicules légers au laboratoire national des émissions de véhicules et de carburant de l'EPA à Ann Arbor, au Michigan, a déclaré que les véhicules hybrides présentaient une variabilité de consommation de carburant beaucoup plus grande que dans les véhicules conventionnels. Tous les véhicules sont soumis au même test d'efficacité énergétique de l'EPA, mais le test n'est pas administré par l'EPA; au lieu de cela, les constructeurs automobiles effectuent le test et l'EPA procède souvent aux examens. La consommation d'essence réelle de la plupart des véhicules est inférieure au chiffre de l'EPA et peut souvent être inférieure de 20% en fonction de la vitesse, de la température et d'autres facteurs. L'EPA a expliqué qu'avec les véhicules hybrides, l'écart était beaucoup plus large, atteignant 30%.
Le problème résidait dans les règles de l'EPA qui permettaient aux constructeurs automobiles de regrouper des véhicules similaires et d'appliquer les mêmes cotes, ce que Ford a fait avec les Fusion hybride et C-Max hybride.
Les responsables de la Ford Motor Co. ont déclaré que le rendement énergétique réel du C-Max Hybrid dépendait du style de conduite et d'autres facteurs, et que la société ne s'attendait pas à ce que les chiffres d'efficacité énergétique de la voiture changent, car ils suivaient les directives du test de l'EPA. Ford a déclaré qu ils travaillaient en étroite collaboration avec l'EPA pour déterminer si des changements étaient nécessaires pour l'industrie par rapport aux essais de véhicules hybrides. Ils ont expliqué que plusieurs facteurs peuvent influer davantage sur la consommation de carburant des véhicules hybrides par rapport aux véhicules à essence ordinaires, y compris la vitesse (une différence entre 120 km/h et 105 km/h pouvait produire une différence de 7 miles par gallons US dans l'économie de carburant); la température extérieure (une différence entre 4 °C et 21 °C pouvait entraîner une différence de 5 miles par gallons US); et le rodage du véhicule (une différence de 5 miles par gallons US pouvait se produire entre un kilométrage de 0 km et de 10 000 km),.
En juillet 2013, en raison des critiques et des poursuites, Ford a annoncé qu'il augmenterait le rendement énergétique sur route du C-Max et de ses deux autres modèles hybrides de 2013 grâce à des changements dans le logiciel de contrôle du véhicule, dans le but d'améliorer la satisfaction de la clientèle. En août 2013, le constructeur automobile a volontairement réduit les cotes officielles de l'EPA en août 2013. Ils ont également annoncé qu'ils accorderaient des rabais à environ 32 000 propriétaires de C-Max et qu'ils seraient avisés par la poste. Le paiement serait de 550 USD aux clients américains qui ont acheté des C-Max et de 325 USD aux clients qui en ont loués.
Après l'annonce de Ford, l'EPA a déclaré qu'elle mettra à jour les procédures de test utilisées pour attribuer les cotes d'économie de carburant aux voitures "pour s'assurer que les exigences suivent le rythme des tendances de l'industrie et des innovations dans les véhicules avancés à haut rendement." Ford a utilisé le test de la Fusion Hybrid pour générer le chiffre de l'économie de carburant du C-Max Hybrid, conformément aux règles de l'EPA. Celles-ci, qui datent des années 1970, précisent que les constructeurs automobiles peuvent utiliser les mêmes chiffres de consommation de carburant pour des véhicules de taille similaire équipés des mêmes moteurs et transmissions. L'EPA oblige les constructeurs automobiles à tester la consommation de carburant du modèle le plus vendu dans une catégorie spécifique. Dans la catégorie des véhicules hybrides de taille intermédiaire, Ford a testé la version berline de la Fusion parce que c'était la plus vendue, et Ford a été autorisée à utiliser les 5,0 litres aux 100 km obtenus avec la Fusion Hybrid dans la conduite en ville, la conduite sur autoroute et les deux combinés pour le C-Max Hybrid. Ford n'a pas l'intention de modifier les cotes d'économie de carburant de la Fusion hybride de 2013,.

### Hybride rechargeable
Le prix de base du C-Max Energi hybride rechargeable était de 27 995 $ US, frais de destination compris. Selon la taille de sa batterie, la voiture rechargeable était éligible à un crédit d'impôt fédéral de 4 007 $ US et elle est éligible à des incitations supplémentaires aux niveaux national et local, comme la remise de 1 500 $ US en Californie.

#### Caractéristiques
Le C-Max Energi a été conçu avec un moteur essence quatre cylindres à cycle Atkinson de 2,0 litres livrant un total de 188 ch (140 kW) en mode hybride plus un moteur électrique alimenté par une batterie lithium-ion de 7,6 kWh, qui est plus petite et plus légères que les batteries à hydrure métallique de nickel utilisées dans les Ford hybrides de la génération précédente,. La transmission électrique peut produire une puissance de pointe de 68 kW, limitée par la taille du moteur électrique et la capacité d'alimentation de la batterie, et la puissance totale du système est de 195 ch (150 kW) en mode d'épuisement de charge (mode électrique). Le C-Max Energi est capable d'atteindre une vitesse maximale de 137 km/), dépassant la Toyota Prius hybride rechargeable de plus de 32 km/h. La vitesse maximale en mode hybride est de 185 km/h.
Le C-Max Energi utilise un système de freinage régénératif capable de capter et de réutiliser plus de 95% de l'énergie du freinage normalement perdue pendant le processus de freinage. Le temps de charge du C-Max Energi est de 7 heures avec un chargeur de 120 volts et de 2,5 heures avec un chargeur de 240 volts. Le point de charge a un anneau lumineux à LED comme sur la Ford Focus électrique et est situé du côté conducteur près de l'avant de la voiture. L'anneau lumineux s'allume pour indiquer l'état de charge. La batterie est couverte par une garantie de huit ans ou 160 000 km pour les composants,,.
Ford a équipé le C-Max Energi d'un bouton monté dans la console centrale qui permet aux conducteurs de choisir un mode de conduite électrique uniquement et permet au conducteur de basculer le fonctionnement du véhicule entre trois modes : conduite électrique uniquement sans la puissance du moteur essence (mode «EV Now»), mode hybride normal où le groupe motopropulseur associe la puissance du moteur électrique et essence, selon le cas (mode «EV Auto») et un mode d'économie de batterie qui réserve l'énergie de la batterie pour une utilisation ultérieure (mode «EV Later»). À l'instar de la Ford Fusion Hybrid, le C-Max Energi est livré avec le SmartGauge et l'EcoGuide qui fournit des affichages personnalisables dans le véhicule, y compris des lectures instantanées de l'économie de carburant et des fonctions de coaching pour aider les conducteurs à comprendre et à optimiser leur consommation de carburant. L'hybride rechargeable comprend également l'ECO Cruise qui économise de l'énergie en relâchant l'accélération par rapport à un régulateur de vitesse standard,.

#### Cotes de l'EPA
Ford a conçu le C-Max Energi hybride rechargeable pour offrir, en mode tout électrique, une consommation plus faible en équivalent essence (MPG-e) que la Toyota Prius hybride rechargeable,. Initialement, l'EPA évaluait la consommation de carburant de l'Energi, en mode tout électrique, à 2,4 litres aux 100 km ville/route combinée,. Plus tard, en raison de plaintes de propriétaires n'atteignant pas la consommation de carburant annoncée, et à la suite d'un examen technique, la cote officielle de l'EPA pour le mode tout électrique a été rétrogradée à 2,7 litres aux 100 km. De la même manière, la cote EPA pour le mode hybride-essence était initialement de 5,5 litres aux 100 km, mais elle a ensuite été rétrogradée à 6,2 litres aux 100 km. La cote de l'EPA pour le fonctionnement en mode électrique/hybride combiné est de 4,6 litres aux 100 km, ce qui permet au C-Max Energi de se classer à la sixième place, avec la Fusion Energi, parmi les dix meilleurs siroteur de carburant classés par l'EPA depuis 1984.
En mode entièrement électrique, le C-Max Energi a une autonomie de 32 km, pour une autonomie totale certifiée par l'EPA de 890 km, qui, en 2012, dépassait la Chevrolet Volt de 1re génération (610 km) et la Prius hybride rechargeable (870 km).

#### Ventes
Ford a lancé le C-Max Energi sur le marché américain à la mi-octobre 2012, et au cours de ce mois, 144 unités ont été livrées à des clients de détail américains, finalement, 2 374 unités ont été livrées en 2012. Le C-Max Energi s'est classée cinquième voiture électrique rechargeable la plus vendue aux États-Unis en 2013, et a grimpé au quatrième rang en 2014. Plus de 35 700 unités ont été vendues en Amérique du Nord et en Europe jusqu'en décembre 2016, dont 33 509 aux États-Unis jusqu'en décembre 2016,,,,, 967 unités au Canada jusqu'en décembre 2016, et 1 229 aux Pays-Bas en 2015.

### Concept C-Max Solar Energi
La Ford Motor Company a annoncé le concept C-MAX Solar Energi, un véhicule alimenté par l'énergie solaire photovoltaïque pour fonctionner électriquement sans dépendre du réseau électrique pour le carburant. Le concept C-MAX Solar Energi a été dévoilé au CES international 2014 à Las Vegas. Il s'agit d'un projet collaboratif entre Ford, SunPower Corp. et la Georgia Institute of Technology,.

### Production
Pour le marché nord-américain, le C-Max Hybrid était assemblé aux côtés des Ford Focus standard et Ford Focus Electric de 2012 à l'usine Ford de Wayne au Michigan. Le C-Max Energi était également assemblé au Michigan. Depuis 2015, toutes les versions européennes sont construites dans le Saarlouis Body & Assembly, Allemagne. Ford Europe a annoncé qu'elle mettrait fin à la production du C-Max et du Grand C-Max en Allemagne d'ici la fin du deuxième trimestre de 2019[citation nécessaire].

## Reconnaissance
- Le C-Max Energi a reçu le prix Green Car Vision 2012 par le Green Car Journal au Salon de l'auto de Washington 2012[58].
- Le Ford C-Max hybride et l'Energi l'hybride rechargeable figuraient parmi les cinq finalistes pour le prix de la voiture verte de l'année 2013 décernée par le Green Car Journal au Salon de l'automobile de Los Angeles 2012[59].

En Europe, le C-Max est conçu avec moins de composés organiques volatils et d'allergènes, tout comme plusieurs autres véhicules de Ford.

## Galerie

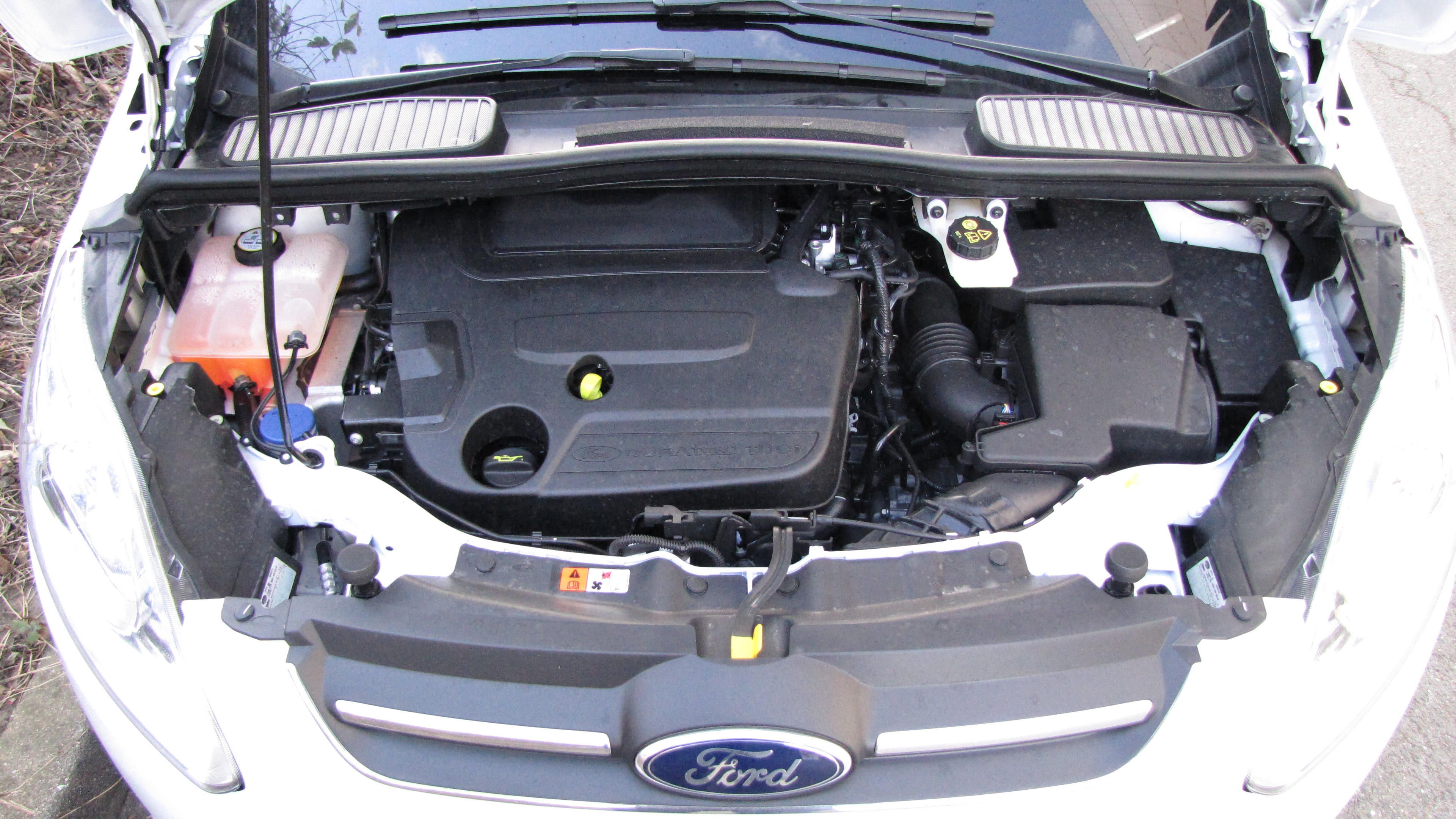
Moteur diesel Duratorq 2.0 TDCi d'une Ford C-Max II
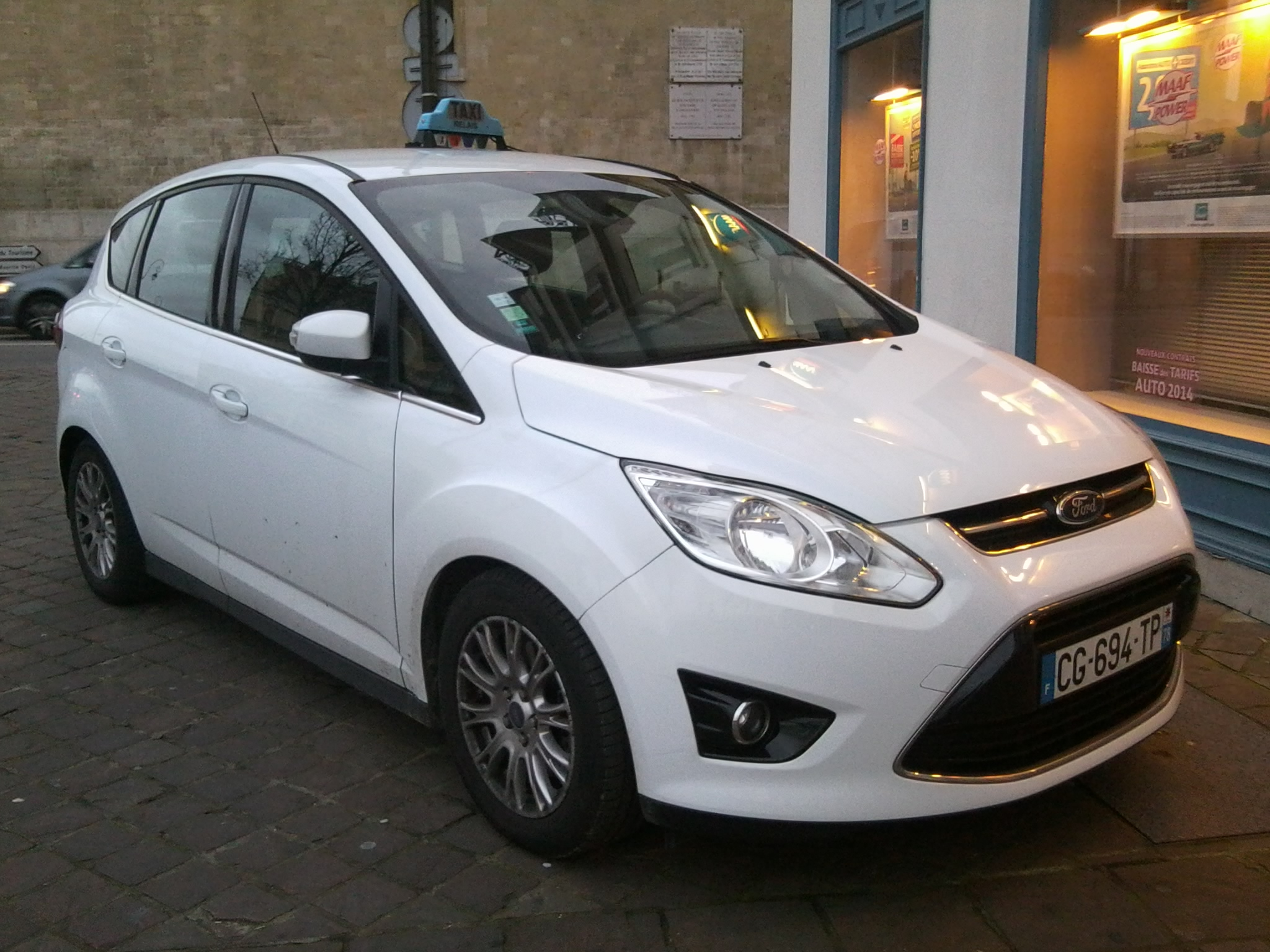
Taxi Ford C-Max II Phase I
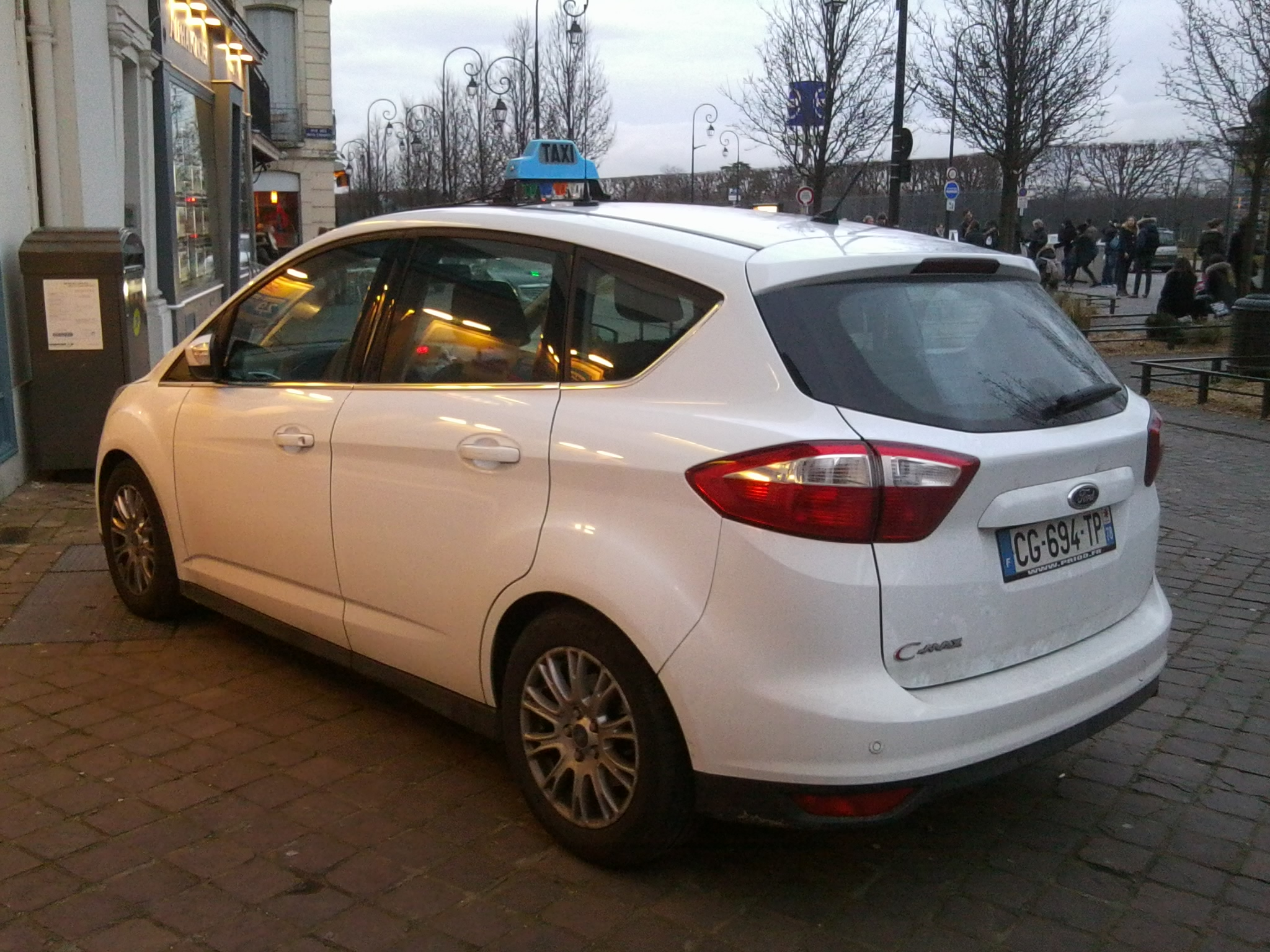
Taxi Ford C-Max II Phase I
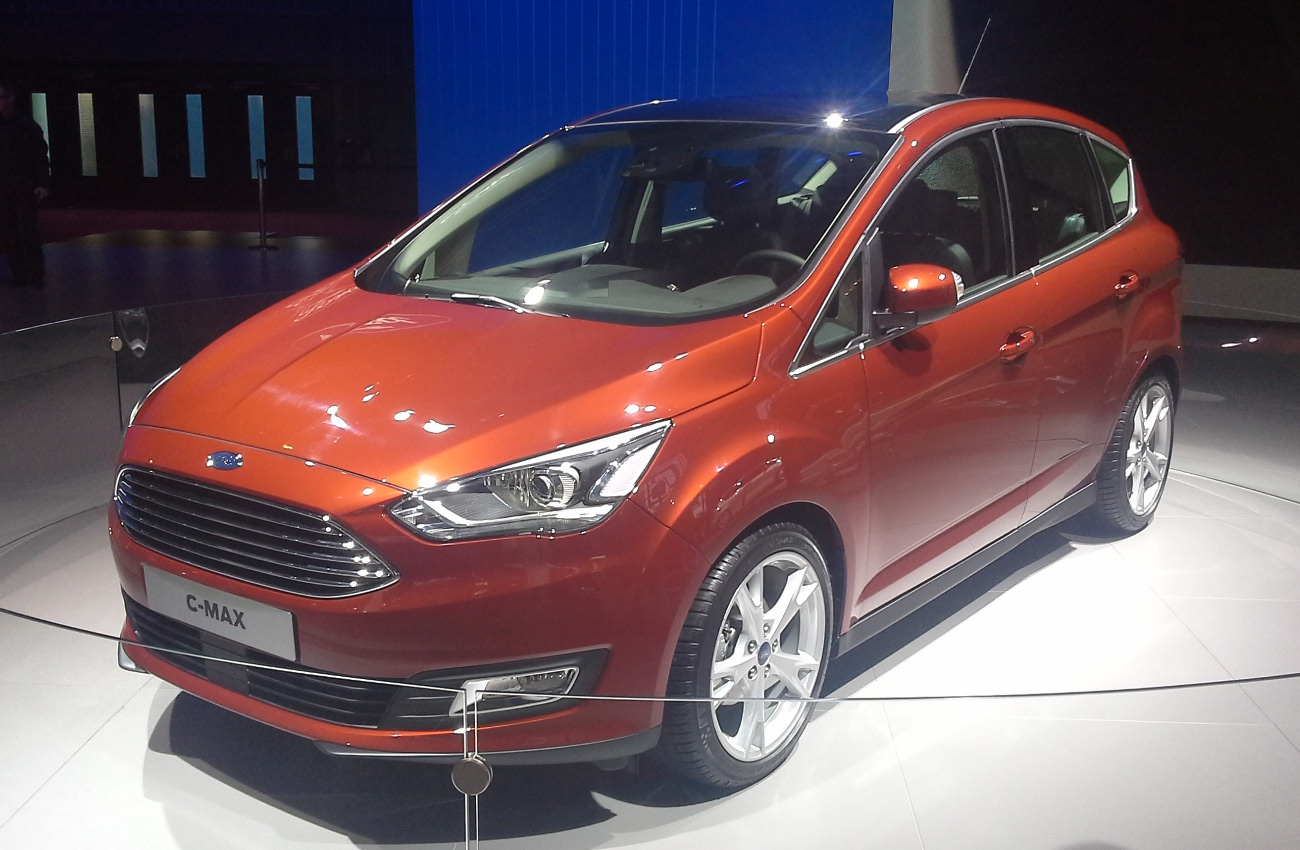
Ford C-Max II Phase II
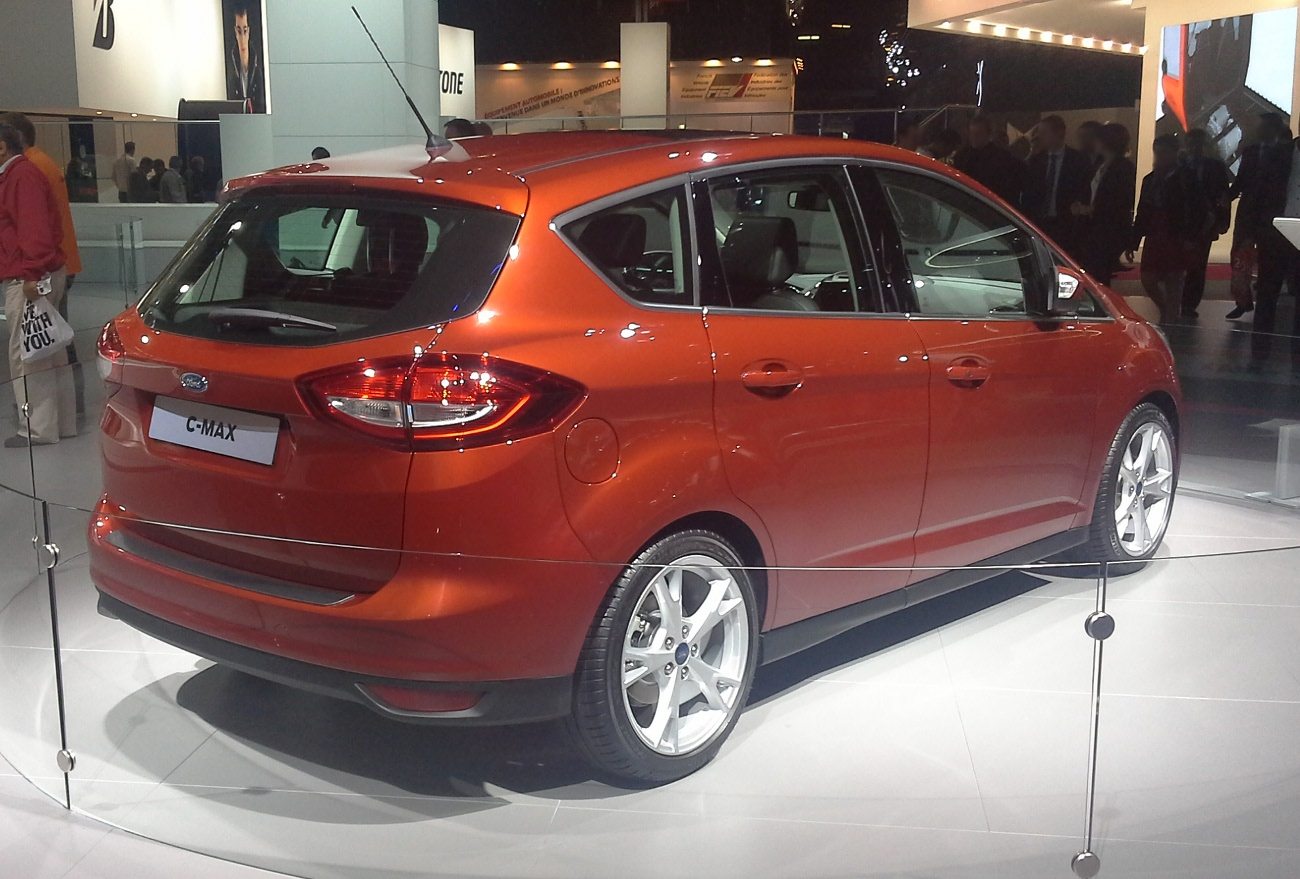
Ford C-Max II Phase II